# Marc Singer
Marc Singer, född 29 januari 1948 i Vancouver i British Columbia i Kanada, är en kanadensisk-amerikansk skådespelare.

## Biografi

### Privatliv
Marc Singer föddes in i en familj av artister och underhållare, fadern Jacques är symfonidirigent och hans mor Leslie konsertpianist. Han har tre syskon, bland dem skådespelerskan Lori Singer. Han är kusin till regissören Bryan Singer.
Han föddes i Vancouver, Kanada och levde ett kort tag i New York. Växte upp i Corpus Christi, Texas och Oregon innan han gav sig av för att gå på college i Mellanvästern och i delstaten Washington.
Han har svart bälte i kung fu.

### Karriär
Singer har medverkat i flera fantasy- och äventyrsfilmer. 
Han är mest känd för rollen som Mike Donovan i TV-serien V och som Dar i fantasyfilmen The Beastmaster (1982).

## Filmografi

### 70-talet
1973
- Columbo - Ung TV doktor - (säsong 2, episod 8) "Double Shock"

1974
- Great Performances - Christian de Neuvillette (säsong 2, episod 10) "Cyrano de Bergerac"
- Apornas planet - Dalton (säsong 1, episod 2) "The Gladiators"
- Hawaii Five-O - Randy (säsong 7, episod 5) "Bomb, Bomb, Who's Got the Bomb?"
- Nakia - Gästskådespelare (säsong 1, episod 5) "No Place to Hide"
- Things in Their Season - Andy Gerlach

1975
- Barnaby Jones - Feather Tanner (säsong 3, episod 14) "Trap Play"
- Hawaii Five-O - Jeff Heywood (säsong 8, episod 4) "Target? The Lady"
- Barnaby Jones - Tally Morgan (säsong 4, episod 4) "The Price of Terror"
- Journey from Darkness - David Hartman

1976
- Jigsaw John - Wade Bedell
- The Rookies - Blair Winfield (säsong 4, episod 23) "Journey to Oblivion"
- The Taming of the Shrew - Petruchio

1977
- Something for Joey - John Cappelletti
- Never Con a Killer - Tim Donahue (pilotavsnitt för "The feather and father gang")
- The Feather and Father Gangl - Tim Donahue (säsong 1, episod 6) "Never Con a Killer"
- Harold Robbins' 79 Park Avenue - Ross Savitch

1978
- What Really Happened to the Class of '65? - Gästskådespelare (säsong 1, episod 10) "Class Underachiever"
- Go Tell the Spartans - Kapten. Alfred Olivetti
- Sergeant Matlovich vs. the U.S. Air Force - Jason Cole
- Visions - Gästskådespelara (säsong 3, episod 2) "Escape"

1979
- Rötter - The Next Generation - Andy Warner
- The Two Worlds of Jennie Logan - David Reynolds

### 80-talet
1980
- The Contender - Johnny Captor

1981
- For Ladies Only  - Stan Novak

1982
- If You Could See What I Hear - Tom Sullivan
- Modedockorna - Wesley Miles (pilotavsnitt)
- The Beastmaster - Dar

1983
- V - Mike Donovan

1984
- Her Life as a Man - Mark Rogers
- V: The Final Battle - Mike Donovan
- The Love Boat - John Neary (säsong 8, episod 11 & 12)
- V (TV-serie) - Mike Donovan

1985
- V (TV-serie) - Mike Donovan

1986
- Dallas - Matt Cantrell

1987
- Shades of Love: Indigo Autumn - Bruce
- Hotel - Örlogskapten. Tom Hardison (säsong 4, episod 21)

1988
- The Creation - Adam (röst)
- Born to Race - Kenny Landruff
- The Twilight Zone - Ed Hamler/Monty Hanks (säsong 3, episod 2) "Extra Innings"
- Simon & Simon - Ray McGuinness (säsong 8, episod 6) "Love Song of Abigail Marsh"

1989
- Mord och inga visor - Rick Barton "säsong 5, episod 11) "The Search for Peter Kerry"
- The Hitchhiker - Robert Lewis (säsong 5, episod 8) "Code Liz"
- High Desert Kill - Brad Mueller

### 90-talet
1990
- A Man Called Sarge - Generalmajor Klaus Von Kraut
- Body Chemistry - Tom Redding
- In the Cold of the Night - Ken Strom
- Watchers II - Paul Ferguson
- Dan Turner, Hollywood Detective - Dan Turner

1991
- Dead Space - Kommendörkapten Steve Krieger
- Beastmaster 2: Through the Portal of Time - Dar
- Deadly Game - Jake Kellogg
- The Legend of Prince Valiant - ??? (röst) (säsong 2, episod 1) "The Lost"

1992
- Sweet Justice - Steve Colton
- Ultimate Desires - Jonathan Sullivan
- The Berlin Conspiracy - Harry Spangler
- The Ray Bradbury Theater - Kommendörkapten Trask (säsong 6, episod 6) "The Long Rain"
- Batman: The Animated Series - Dr. Kirk Langstrom/Man-Bat
- Highlander - Caleb Cole (säsong 1, episod 7) "Mountain Men"

1993
- The Sea Wolf - Johnson

1994
- Animated Stories from the Bible: Musik Video - Volym 1 - Adam (röst)
- Silk Degrees - Baker
- Sirener - Bruce Waller (säsong 2, episod 1 & 2) "Gun Play: del 1 & 2"

1995
- Victim of Desire - Peter Starky
- Savate - Ziegfield Von Trotta
- Droid Gunner - Jack Ford

1996
- Beastmaster: The Eye of Braxus - Dar
- The Real Adventures of Jonny Quest - Montague (säsong 1, episod 12), Mitchell Stramm (säsong 1, episod 15)
- Street Corner Justice - Mike Justus

1997
- Lancelot: Guardian of Time - Lancelot du Lac

1998
- Honey, I Shrunk the Kids: The TV Show - Bob (säsong 2, episod 3) "Honey, It's Doomsday"

1999
- Makt och begär - Chet

### 2000-talet
2001
- L.A.P.D.: To Protect and to Serve - Sam Steele
- BeastMaster (TV-serie) - Dartanus

2002
- Angel Blade - Doktor. Martin Gites
- Determination of Death - Reese Williams
- BeastMaster (TV-serie) - Dartanus

2004
- What Lies Above - Curt Seavers

2005
- Duck Dodgers - Kirk Manlord (röst) (säsong 3, episod 13) "Bonafide Hero: Captain Duck Dodgers"

2006
- Lesser Evil - Kapten Varney

2008
- Eagle Eye - Bombutvecklare

2009
- Dragonquest - Maxim

### 2010-talet
2010
- The Republic - Frank Alden

2011
- Criminal Minds: Suspect Behavior - Kenneth Richards (säsong 1, episod 3) "See No Evil"
- V (TV-serie 2009) - Lars Tremont
- Life at the Resort - Thomas Warfield

2012
- House Hunting - Charlie Hays
- The Last Letter - Mr. Haynes

2015
- Arrow - Matthew Shrieve